# Kloster Brandenburg (Sief)
Das Kloster Brandenburg war ein Kloster des Ordens vom Heiligen Kreuz (Kreuzherren), das von 1477 bis 1784 bestand und bei der Siedlung Sief lag, die heute zur Stadt Aachen gehört. Es war das einzige Kloster des Ordens im Herzogtum Limburg und gehörte zum Bistum Lüttich.

## Geschichte

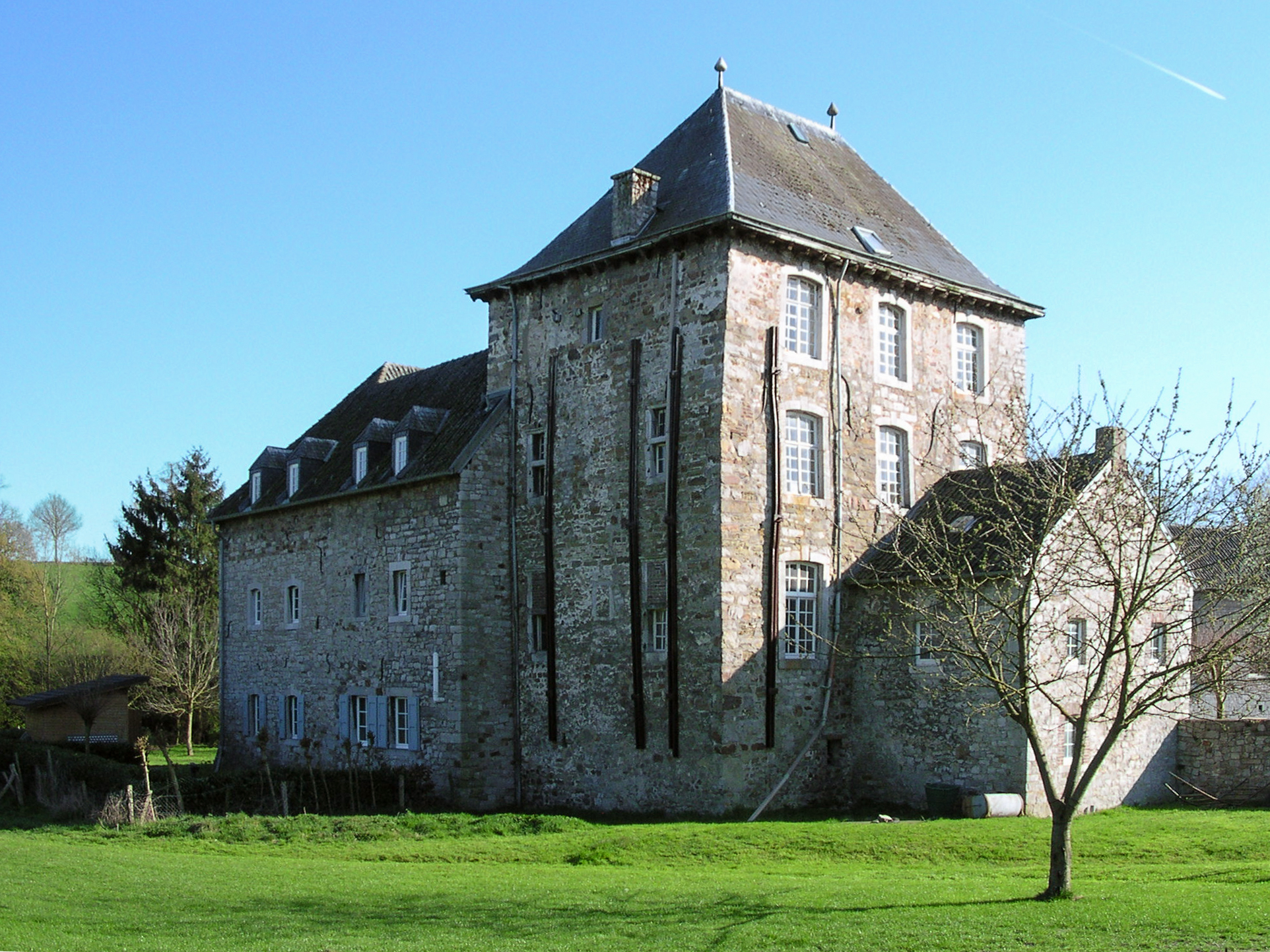
Wohnturm der Klosteranlage Brandenburg

Johannes von Eynatten hatte 1441 das ganz im Osten des Herzogtums Limburg am Rand des Raerener Waldes gelegene Hofgut Brandenburg erworben. 1444 errichtete er einen Wohnturm und umgab das Anwesen mit einem durch den Iterbach gespeisten Wassergraben. Die Wasserburg Brandenburg war ein Lehen des Aachener Marienstifts an Ägidius oder Gilles von Brandenburg, einen Ritter aus dem Hause Limburg. Seine Ehe mit Margarete von Sombreff war kinderlos geblieben und so übertrug er 1477 Haus, Hof und Land der Wasserburg Brandenburch an den Orden der Kreuzherren, die dort ein Kloster für zwölf Mönche errichten sollten. Zur Ausstattung gehörte auch Wald, Äcker, Wiesen, ein Weiher, Vieh, Zehntrechte und eine Kupfererzgrube.
Ägidius selbst begann mit dem Bau einer Kirche, die er auch ausstatten ließ, ein Gästehaus sollte noch folgen. 1484 stimmte die Pfarrei von Walhorn der Klostergründung zu, die im Folgejahr nebst zugehörigem Friedhof und Kirche mit Glocken und fünf Altären durch den Bischof von Lüttich genehmigt und deren Kirche noch im gleichen Jahr geweiht wurde. Ägidius von Brandenburg wurde zusammen mit seiner Frau am Hauptaltar der Klosterkirche beigesetzt. Das Kloster gehörte zur Pfarrei Walhorn, die Brüder tauften und predigten sonntags dort und hielten in Raeren die Messe. In Brandenburg befanden sich Reliquien des heiligen Antonius (Abbas) und der heiligen Odilia von Köln, die auch von den hier übernachtenden Pilgern nach Aachen und Düren verehrt wurden.
Um die Mitte des 16. Jahrhunderts erhielt das Kloster vom Herzog von Limburg das Recht, eine Mühle zu errichten, die 1585 erstmals als Wassermühle erwähnt und als Klostermühle Brandenburg bezeichnet wurde. 1543 wurde eines der Klostergebäude und die Kirche durch einen Brand schwer beschädigt und konnten nur mit finanzieller Unterstützung durch die Reichsabtei Kornelimünster wieder aufgebaut werden. Ab 1630 gehörte das Kloster zur Maasprovinz des Ordens. Das dreistöckige Herrenhaus wurde als Kloster genutzt und im 17. Jahrhundert durch zwei Flügel in südlicher Richtung ergänzt. Weitere Wirtschaftsgebäude, darunter Stallungen und das Brauhaus, lagen nordöstlich des Hauptgebäudes, die durch den Iterbach angetriebene und um 1700 erneuerte Wassermühle auf der Ostseite.
Der 1680 verstorbene Theologe Gerhard Masset gehörte dem Konvent an. Der letzte Prior Johannes-Josef Simonis verstarb 1778, die Zahl der Brüder war auf fünf zurückgegangen und das sich bereits in schlechtem baulichen Zustand befindliche Kloster wurde in den nächsten Jahren durch den Subprior geführt. Im Rahmen der Josephinischen Säkularisation wurde das Kloster 1784 aufgehoben und begann zu verfallen. Teile der wertvollen Einrichtung wurden verkauft oder verschenkt, darunter eine kostbarste Figur mit der Darstellung des hl. Antonius den Einsiedler aus dem Jahre 1450 und die Figur der hl. Odilia von Köln zusammen mit drei Kreuzpartikel und zwei Reliquien des hl. Antonius an die Pfarrkirche St. Nikolaus in Raeren. 1789 wurde die Kirche, das Kloster, die Mühle, der Hof und das Brauhaus durch einen Notar an einen Bürger der Stadt Eupen veräußert, der die Grabenanlage verfüllen und die Zugbrücke auf der Nordseite entfernen ließ. Der Kirchturm wurde abgetragen, die Gebäude selbst landwirtschaftlich genutzt. Die Anlage wechselte mehrfach den Besitzer und wurde sowohl als Wohnhaus als auch landwirtschaftlich genutzt, das Kirchengebäude zeitweilig als Viehstall. In den 1990er Jahren wurden der Wohnturm und das ehemalige Kirchenhaus wieder zu einer Wohnanlage ausgebaut. Die Gebäude stehen heute unter Denkmalschutz.